# Specchia (megalite)

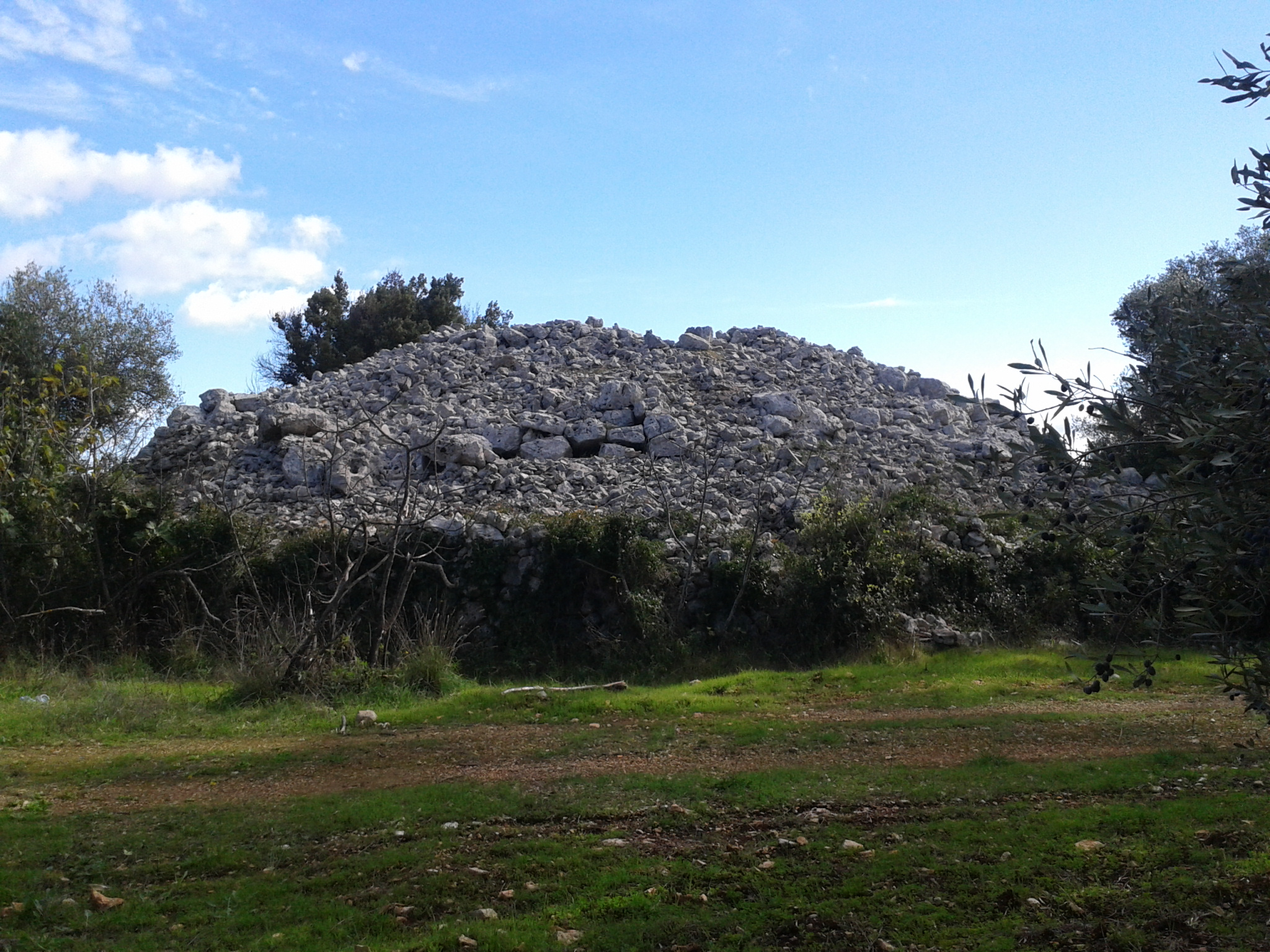
Specchia a Puledri al confine tra i comuni di Villa Castelli e Ceglie Messapica (BR)

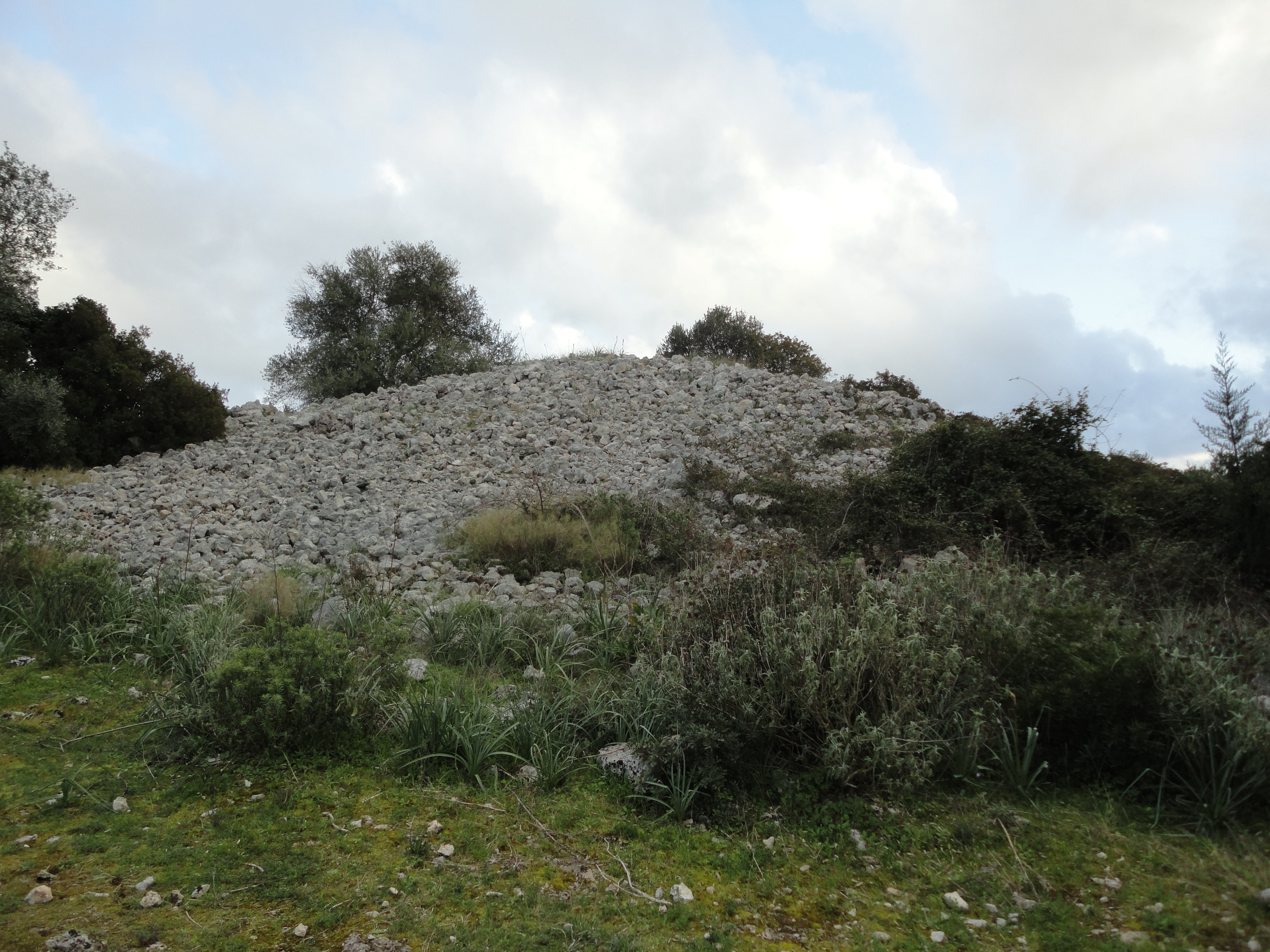
Specchia Silva nel comune di Taurisano (LE)

Specchia è il nome con cui vengono definiti alcuni tipici manufatti presenti soprattutto nel Salento e di lì, attraverso la Valle d'Itria, fino alla Murgia, realizzati con la sovrapposizione a secco di lastre calcaree provenienti dallo spietramento a mano dei soprasuoli murgiani e salentini. Il nome è di origine medievale e probabilmente derivato dal latino specula, in relazione a supposte utilizzazioni quali posti di vedetta. Le ipotesi sulla loro funzione sono ancora al vaglio dei ricercatori. Nei decenni passati si tendeva a datare la loro prima comparsa al periodo dei Messapi, se non ad un'epoca più antica, risalente al Neolitico, ma non è possibile proporre una datazione esatta. In particolare per lo studioso francese Émile Bertaux le Specchie erano una sorta di " 'nuraghi di Terra d'Otranto' crollati nel tempo. Oppure enormi torri di avvistamento... necessarie alla difesa".

## Tipologia
È possibile distinguere tra due tipologie di specchie a seconda delle dimensioni e delle loro funzioni
- grandi specchie, si tratta di strutture che si innalzano, in forma approssimativamente conica, per un'altezza che in alcuni casi può raggiungere anche i 10 – 15 m[4]
- piccole specchie, piccoli cumuli di pietra, alcune delle quali con funzioni funerarie. Nella maggior parte dei casi si tratta semplici ammassi di pietre, realizzati con tecnica costruttiva spontanea, che formano piccoli dossi di pietrame calcareo sparsi per la campagna.

## Funzioni

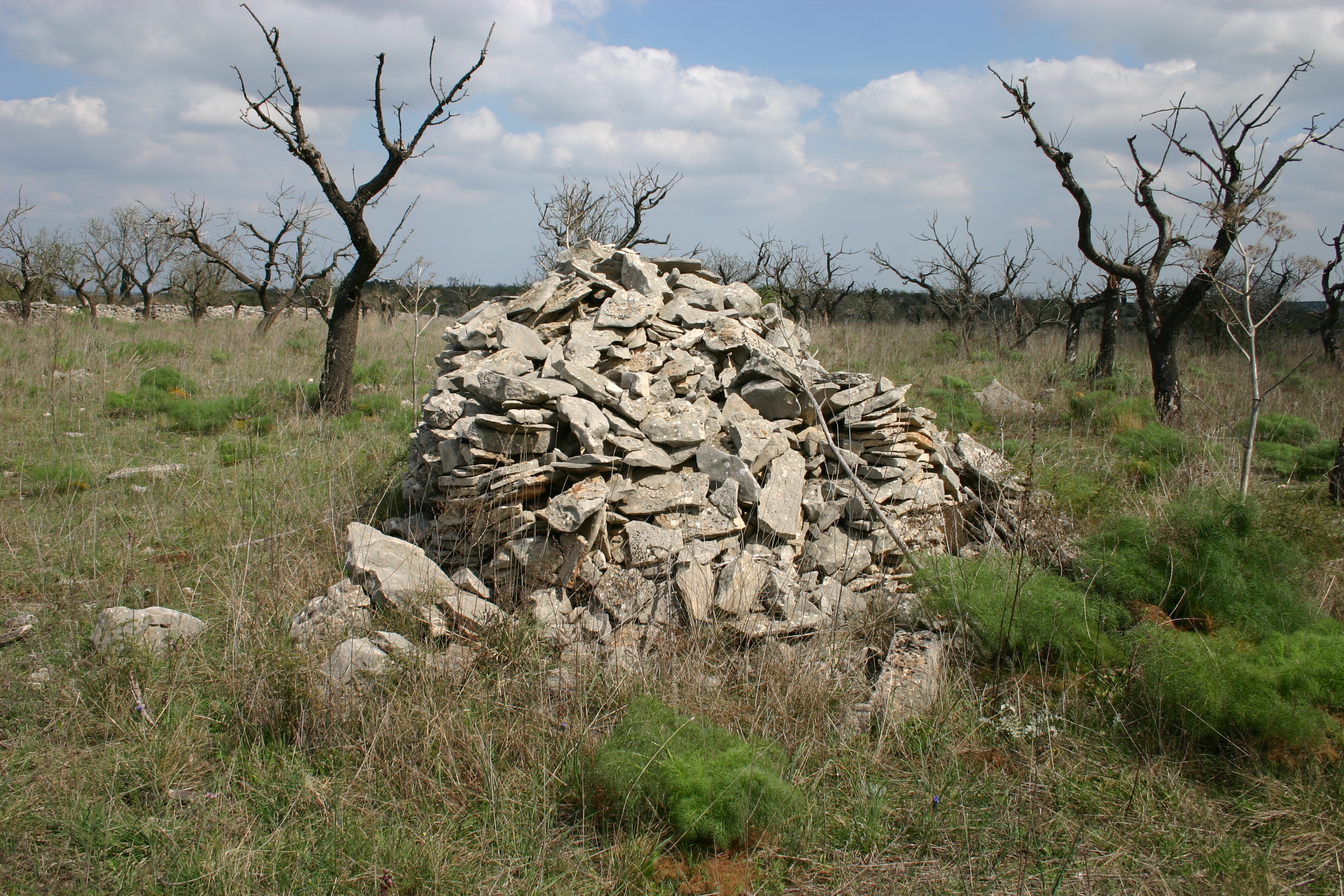
Una piccola specchia

- Luoghi di avvistamento - Grandi specchie. Tesi suffragata dal loro sviluppo verticale, e dalla loro collocazione intorno ai centri messapici. Tale funzione si spiegherebbe anche in rapporto al paesaggio fortemente pianeggiante di gran parte del Salento[5].
- Funzione sepolcrale - Piccole specchie. Alcuni ritrovamenti nel Salento, testimoniano la presenza all'interno di sepolture complete di corredo funerario[6].

### Ipotesi alternative
- condensatori di umidità: il calo notturno della temperatura avrebbe dato luogo al fenomeno della condensa e permesso l'accumulo di acqua. Tale tecnica, ideata a causa della scarsa piovosità del territorio e dell'esigua circolazione superficiale di acque sul terreno calcareo, avrebbe esempi di epoca preistorica in varie parti del mondo; le strutture costruite vengono chiamate torri di condensazione (air well), o bacini di condensazione (dew pond) quando sono in forma di pozza. Un'ipotesi per il momento priva di riscontri scientifici.
- Strutture di fortificazione fortilizi in difesa dei centri abitati o del Salento meridionale collegate attraverso paretoni[7], tuttavia tale funzione non supportata da prove o riscontri archeologici[8].
- Trulli crollati, alcune specchie sono il prodotto di trulli crollati, si tratta difatti di false specchie la forma derivante da tali crolli esclude una generalizzazione.
- cumuli di pietre di risulta La materia prima con cui le specchie erano realizzate è costituita da pietre di risulta, cioè provenienti dal dissodamento dei terreni destinati alla coltivazione o al pascolo e che, a causa della loro pezzatura irregolare, non erano suscettibili di un diverso riutilizzo edilizio (come ad esempio in trulli, muri a secco, ecc.). Pertanto una delle funzioni assolte, solo accessoria, poteva essere quella di accumulazione di materiali indesiderati su una piccola superficie di terreno.

## Ubicazione

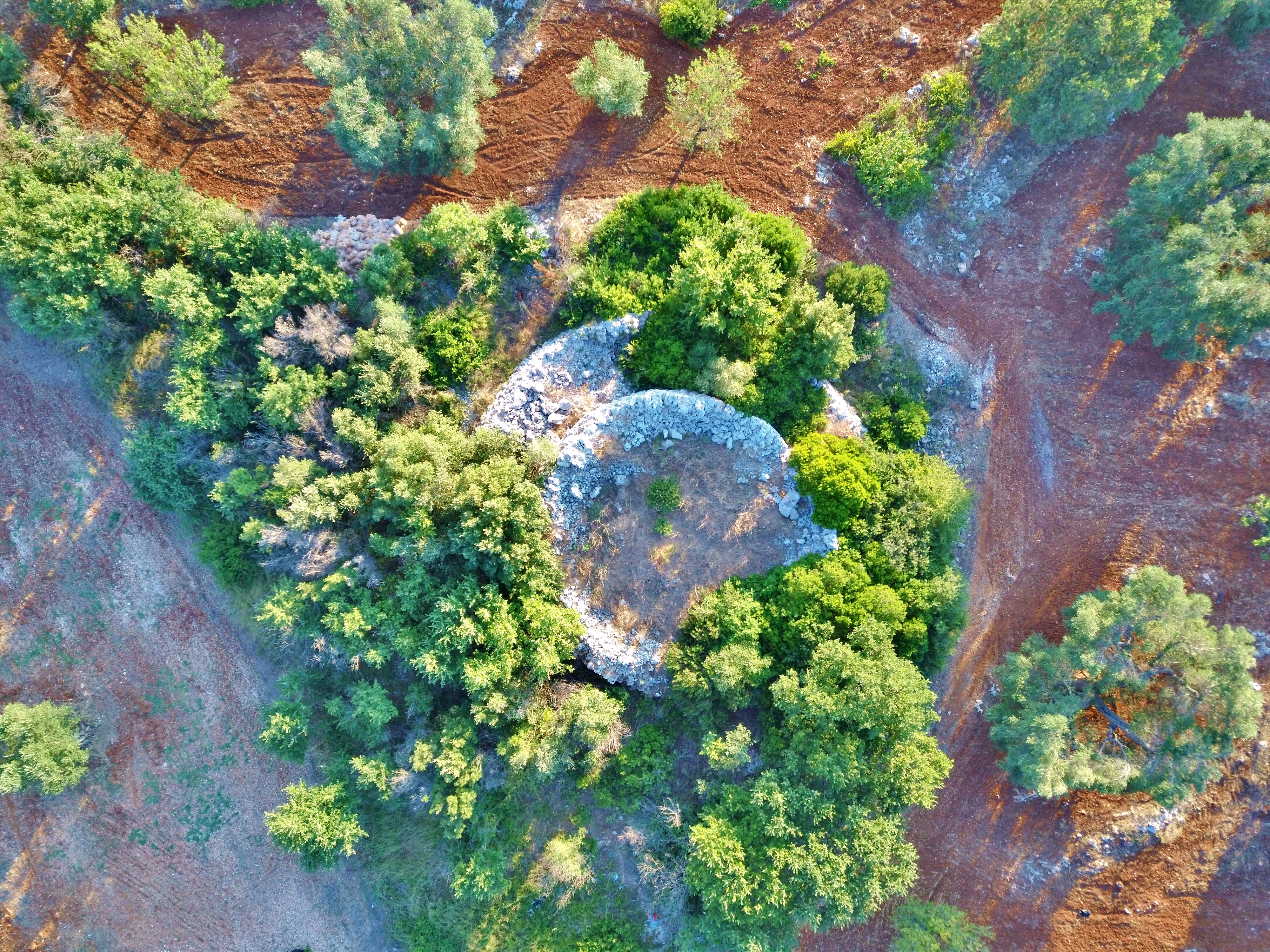
Vista dal drone di Specchia Talene facente parte della cinta di specchie Ceglie Messapica

Le specchie sono numerose nella Valle d'Itria, nei comuni del Salento e Gargano: Il territorio con più siti è quello di Ceglie Messapica con 18, 7 in quello di Villa Castelli, altre nei territori di Cisternino, Fasano (frazione di Montalbano) e Francavilla Fontana. Una delle più note ha dato il nome alla frazione di Specchia Tarantina, nel comune di Martina Franca. Diverse specchie sono presenti anche nel territorio di Oria, e sporadicamente nel Salento settentrionale. Nel Salento meridionale sono numerose nell'area tra Martano, Ugento, Cavallino e Presicce; una di queste ha dato il nome al comune di Specchia. Non sono rare anche nella murgia barese, nei dintorni delle lame; ne sono attestate diverse in agro di Rutigliano (specchie di Torre Tanga).